# متحف الصحراء بدوز
متحف الصحراء بدوز هو متحف تونسي يقع في مدينة دوز من ولاية قبلي.

افتتح المتحف في 1997 في محل ذي طابع أندلسي، وخصص للتراث المادي واللامادي للسكان الذين يعيشون في هذه المنطقة من تونس بين العرق الشرقي الكبير والحد الجنوبي لشط الجريد، ولكن أيضا المجموعة الحيوانية والحياة النباتية للصحراء الكبرى.

زوار هذا المتحف يمكنهم أن يطلعوا على:
- تقنيات الوشم والوشم المشفر على وجوه النساء.
- تقنيات وسم الجمال.
- المجوهرات واللباس التقليدي التونسي.
- حضارات الواحات وتقاليد الترحال من خلال ركائز مادية من الحياة اليومية.
- المجموعة الحيوانية والحياة النباتية للصحراء الكبرى.

## روابط خارجية
- متحف الصحراء بدوز نسخة محفوظة 12 سبتمبر 2018 على موقع واي باك مشين. على موقع وكالة إحياء التراث والتنمية الثقافية.